# Liste der grönländischen Familienminister
Die Liste der grönländischen Familienminister listet alle grönländischen Familienminister.
Das Ministerium trägt alternativ den Titel Sozialministerium.
| Antritt            | Abgang             | Minister                                                                         | Leben            | Partei                    | Regierung                           | evtl. übergeordnetes Ministerium |
| ------------------ | ------------------ | -------------------------------------------------------------------------------- | ---------------- | ------------------------- | ----------------------------------- | -------------------------------- |
| 7. Mai 1979        | 2. Mai 1983        | Moses Olsen                                                                      | 1938–2008        | Siumut                    | Motzfeldt I                         |                                  |
| 2. Mai 1983        | 17. Juni 1984      | Agnethe Davidsen                                                                 | 1947–2007        | Siumut                    | Motzfeldt II                        |                                  |
| 17. Juni 1984      | 7. Juni 1988       | Aqqaluk Lynge                                                                    | * 1947           | Inuit Ataqatigiit         | Motzfeldt III, IV                   |                                  |
| 7. Juni 1988       | 17. März 1991      | Moses Olsen                                                                      | 1938–2008        | Siumut                    | Motzfeldt V                         |                                  |
| 17. März 1991      | 4. April 1995      | Henriette Rasmussen                                                              | 1950–2017        | Inuit Ataqatigiit         | Johansen I                          |                                  |
| 4. April 1995      | 19. September 1997 | Benedikte Thorsteinsson                                                          | * 1950           | Siumut                    | Johansen II                         |                                  |
| 19. September 1997 | 2. November 1999   | Mikael Petersen                                                                  | * 1956           | Siumut                    | Motzfeldt VI, VII                   |                                  |
| 2. November 1999   | 24. September 2001 | Jørgen Wæver Johansen                                                            | * 1972           | Siumut                    | Motzfeldt VII                       |                                  |
| 24. September 2001 | 14. Dezember 2002  | Ole Dorph                                                                        | * 1955           | Siumut                    | Motzfeldt VII, VIII                 |                                  |
| 14. Dezember 2002  | 20. Januar 2003    | Asii Chemnitz Narup                                                              | * 1954           | Inuit Ataqatigiit         | Enoksen I                           |                                  |
| 20. Januar 2003    | 13. September 2003 | Ruth Heilmann                                                                    | * 1945           | Siumut                    | Enoksen II                          |                                  |
| 13. September 2003 | 15. April 2005     | Asii Chemnitz Narup                                                              | * 1954           | Inuit Ataqatigiit         | Enoksen III                         |                                  |
| 15. April 2005     | 1. Dezember 2005   | Tommy Marø                                                                       | * 1964           | Siumut                    | Enoksen III                         |                                  |
| 1. Dezember 2005   | 18. Juni 2007      | Aleqa Hammond                                                                    | * 1965           | Siumut                    | Enoksen IV, V                       |                                  |
| 18. Juni 2007      | 12. Juni 2009      | Tommy Marø                                                                       | * 1964           | Siumut                    | Enoksen V                           |                                  |
| 12. Juni 2009      | 11. März 2011      | Maliina Abelsen                                                                  | * 1976           | Inuit Ataqatigiit         | Kleist                              |                                  |
| 11. März 2011      | 5. April 2013      | Mimi Karlsen                                                                     | * 1957           | Inuit Ataqatigiit         | Kleist                              |                                  |
| 5. April 2013      | 27. Oktober 2016   | Martha Lund Olsen                                                                | * 1961           | Siumut                    | Hammond I, II, Kielsen (interim), I |                                  |
| 27. Oktober 2016   | 15. Mai 2018       | Sara Olsvig                                                                      | * 1978           | Inuit Ataqatigiit         | Kielsen II                          |                                  |
| 15. Mai 2018       | 10. September 2018 | Anthon Frederiksen                                                               | * 1953           | Partii Naleraq            | Kielsen III                         |                                  |
| 10. September 2018 | 17. Oktober 2018   | Doris J. Jensen                                                                  | * 1978           | Siumut                    | Kielsen III, IV                     |                                  |
| 17. Oktober 2018   | 24. Oktober 2018   | Erik Jensen (interim)                                                            | * 1975           | Siumut                    | Kielsen IV                          |                                  |
| 24. Oktober 2018   | 23. April 2021     | Martha Abelsen                                                                   | * 1957           | Siumut                    | Kielsen IV, V, VI                   |                                  |
| 23. April 2021     | 27. August 2021    | Eqaluk Høegh (Kinder, Jugendliche und Familie) Mimi Karlsen (Soziales)           | * 1991/92 * 1957 | Inuit Ataqatigiit         | Egede I                             |                                  |
| 27. August 2021    | 27. September 2021 | Mimi Karlsen (Kinder, Jugendliche und Familie) (interim) Mimi Karlsen (Soziales) | * 1957           | Inuit Ataqatigiit         | Egede I                             |                                  |
| 27. September 2021 | 5. April 2022      | Paneeraq Olsen (Kinder, Jugendliche und Familie) Mimi Karlsen (Soziales)         | * 1958 *1957     | Naleraq Inuit Ataqatigiit | Egede I                             |                                  |
| 5. April 2022      | 5. Juni 2023       | Mimi Karlsen (Kinder, Jugendliche und Familie) Jess Svane (Soziales)             | * 1957 * 1959    | Inuit Ataqatigiit Siumut  | Egede II                            |                                  |
| 5. Juni 2023       | 25. September 2023 | Aqqaluaq B. Egede (Kinder, Jugendliche und Familie) Jess Svane (Soziales)        | * 1981 * 1959    | Inuit Ataqatigiit Siumut  | Egede II                            |                                  |
| 25. September 2023 | amtierend          | Aqqaluaq B. Egede (Kinder und Jugendliche) Jess Svane (Familie und Soziales)     | * 1981 * 1959    | Inuit Ataqatigiit Siumut  | Egede II                            |                                  |